# Constantino Garcés
Constantino Garcés y Vera (f. 1922) fue un periodista, escritor y fotógrafo español.

## Biografía

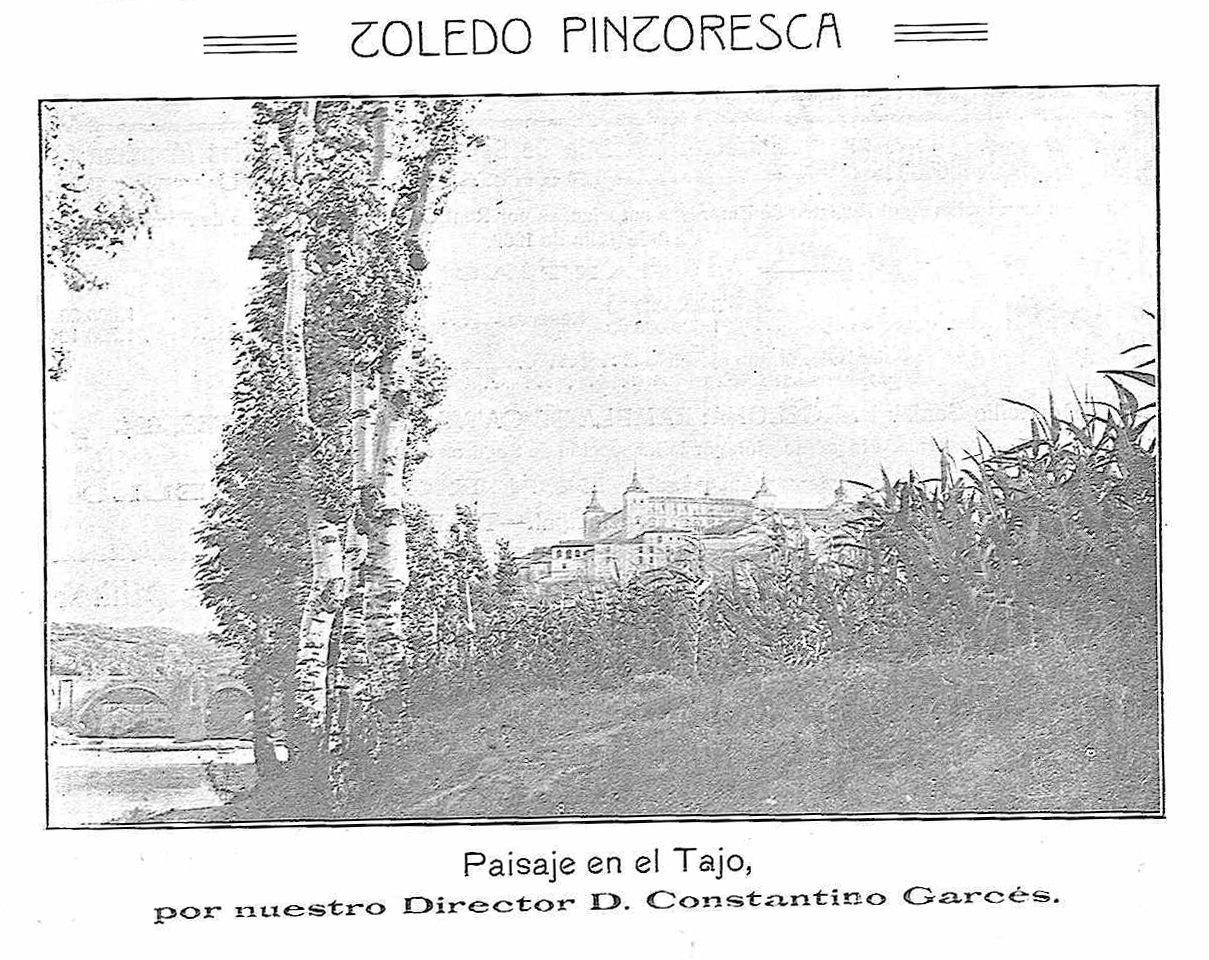
Paisaje en el Tajo

Nacido en el siglo XIX, llegó a ser director de la revista toledana La Campana Gorda. Fue jefe de bomberos de Toledo y autor de obras sobre dicha ciudad como Álbum guía de Toledo y Guía ilustrada de Toledo. Falleció el 6 de septiembre de 1922. Garcés, que también cultivó la fotografía, colaboró en esta faceta en la revista Toledo, fundada por Santiago Camarasa en 1915.